# Hudelkoppa, Mundgod
Hudelkoppa là một làng thuộc tehsil Mundgod, huyện Uttar Kannad, bang Karnataka, Ấn Độ.